# جمال بارك
جمال بارك (بالفرنسية: Djemel Barek)‏ هو ممثل ومخرج مسرحي جزائري - فرنسي

## سيرة
في 1987 بدأ مشواره الفني في المسرح مؤديًا عدة أدوار في مسرحيات روبرت حسين وميشال جورج،
وعلى المسرح في فرنسا قدم عدة أعمال أشهرها «الأم» و «بدون عنوان» لغارسيا لوركا، استطاع جمال بارك بمواهبه أن يمثل في 60 فيلما تلفزيونيا طويلا وقصيرا في السينما الفرنسية، وكذلك في مسلسلات، حيث لعب كثيرا دور «المغاربي» أو ابن «مهاجر»، ومنذ سنة 1999، لعب الفنان أدوارا في الأفلام الفرنسية والأجنبية الكبيرة على غرار «ميونخ»(2005) للمخرج ستيفن سبيلبرغ و"رجال أحرار ‏"(2011) لاسماعيل فروخي و«لقد عادوا»(2004) لروبن كامبيلو، إلى جانب فيلمي «إخوة أعداء» و«بعيدا عن الرجال» لدافيد أولهوفن ‏، اللذين عرضا سنة 2014 بمناسبة الأيام السنيمائية بالجزائر العاصمة، وفي سنة 2005، أخرج الفقيد مسرحية بعنوان «نوت ماي موليير» وفي عام 2009 أخرج مسرحية «لوسيول»، كما أدى أدوارا في عدة أعمال فنية جزائرية على غرار فيلم «الوهراني» للمخرج الياس سالم، والمسلسلين «الخاوة 2» (2017) و«أولاد الحلال» (2019)، قبل أن يمثل آخر دور له في فيلم «حياة الآخرة» سنة 2020 "La vie d'après" للمخرج أنيس جعاد.

## التمثيل
كانت له عدة أدوار في أفلام جزائرية وفرنسية منها:
- فيلم «ليلة 17 أكتوبر 1961 المظلمة» لألين تاسما.
- الفيلم القصير «اليوم الأحد» لسمير قاسمي
- «بيتشون» للمخرج رضا كاتب
- الجزء الأول من مسلسل «مكتب الخرافات»
- «بلاطان»
- «رحمهم الله»
- «كانديس رونوار»

## الوفاة
توفي ليلة الخميس إلى الجمعة 31 يوليو 2020 عن عمر ناهز 54 سنة بعض صراع طويل مع المرض.